# Clanton (Alabama)
Clanton er en by i den centrale del af delstaten Alabama i USA. Byen har 8.768 (2020) indbyggere.
Clanton er beliggende tæt på staten Alabamas geografiske centrum. Den er hovedby i det amerikanske county Chilton County.